# Skäckig dubbelklobagge
Skäckig dubbelklobagge (Scotodes annulatus) är en skalbaggsart som beskrevs av Johann Friedrich von Eschscholtz 1818. Skäckig dubbelklobagge ingår i släktet Scotodes, och familjen dubbelklobaggar. Enligt den finländska rödlistan är arten nära hotad i Finland. Arten har ej påträffats i Sverige. Artens livsmiljö är moskogar.